# Râul Jebuc
Râul Jebuc este un curs de apă, singurul afluent (de stânga) al râului Sfăraș, care este al patrulea afluent de dreapta (din treisprezece) al râului Almaș, care este, la rândul său, al patrusprezecelea afluent de stânga din treizeci ai râului Someș.

## Generalități
Râul Jebuc izvorăște din Munții Meseș, se găsește integral în Județul Sălaj, nu are niciun afluent semnificativ, trece doar printr-o localitate, localitatea omonimă, Jebucu, vărsându-se în aval de localitatea Almașu.

## Hărți
- Harta interactivă - județul Sălaj  Arhivat în 5 septembrie 2009, la Wayback Machine.
- Trasee turistice județul Sălaj

## Alte referințe
- Harta interactivă - județul Sălaj